# Asesinato de Róbert Remiáš
El asesinato de Róbert Remiáš ocurrió el 29 de abril de 1996 en Karlova Ves, Bratislava, Eslovaquia. Remiáš, era un exoficial de policía, que era uno de los testigos claves en el juicio contra el Servicio de Información Eslovaco en el caso del secuestro del hijo del Presidente de Eslovaquia hacia Austria en 1995. El vehículo de Remiáš fue explotado mediante una bomba activada a distancia en el medio de una zona de mucho tráfico en la calle Karloveská. Presenciaron la explosión numerosos miembros de los rangos altos de la mafia, y también miembros del Servicio de Información Eslovaco. No se ha resuelto el crimen. A menudo el aniversario del asesinato es utilizado por partido políticos opositores a Vladimír Mečiar para reclamar por la anulación de sus amnistías que evitan que se puedan investigar ciertos crímenes políticos que ocurrieron a mediados de la década de 1990.